# De baron in de hel
De baron in de hel is een hoorspel van Patrick Maguire. De AVRO zond het uit op donderdag 22 januari 1976, van 22:00 uur tot 23:00 uur. De regisseur was Jacques Besançon.

## Rolbezetting
- Jan Borkus (eerste man & Holden)
- Paul van der Lek (tweede man, Carmont & Scott)
- Frans Somers (bisschop & Beauclerk)
- Joan Remmelts (Corvo)
- Tom van Beek (de ondervrager)
- Bert Dijkstra (Dawkins & de dokter)
- Kommer Kleijn (de derde man & voorlezer)
- Mendel de Boer (Benson)
- Lex van Delden (Ragg & Symons)

## Inhoud
Dit hoorspel speelt op de rand van leven en dood. De hoofdpersoon Corvo wordt geconfronteerd met zijn eigen leven. Hij moet rekenschap afleggen van zijn doen en laten. De ondervrager is er niet op uit zijn houding jegens God te analyseren, terwijl Corvo daar op hoopt. De klemmende vraag is veel meer wat de relatie van Corvo met zijn medemens heeft opgeleverd. De ondervrager beklaagt de man. Zijn geest bevindt zich reeds in de hel. Er is weinig hoop op genade. Corvo beseft wel dat hij een gepantserd leven heeft geleid, waarin hij zich nauwelijks iets van zijn medemens heeft aangetrokken, waarin hij lange tijd van anderen heeft geprofiteerd en voortdurend als mens naar zijn vijand zocht om die te bespotten. Zijn leven kent drie carrières, die min of meer mislukten: een als priester, een als schilder en een als schrijver. Maar bij wie liggen de oorzaken van deze mislukkingen? Bij Corvo of bij de mensen om hem heen? Natuurlijk verdedigt hij zich, maar zijn mening over de ander wordt nu geplaatst naast de mening van die ander. De juistheid van Corvo’s visie op zijn leven als een martelaarschap wordt betwist en veroordeeld…